# Bangladeshs flag
Bangladeshs nationalflag er grønt med en rød skive der er forskudt en anelse mod stangsiden. Den røde sol repræsenterer blodet som blev udgydt for at opnå selvstændighed under Bangladeshkrigen. Det grønne felt er en traditionel islamisk farve. 
Oprindelig havde flaget et gult kort over landet i den røde skive, men kortet forsvandt hurtigt fra flaget, til dels af praktiske årsager: et flag med forskelligt motiv på hver side er dyrere end et flag med gennemgående motiv.
- Wikimedia Commons har flere filer relateret til Bangladeshs flag

| Flag | Spire Denne artikel om flag eller vexillologi er en spire som bør udbygges. Du er velkommen til at hjælpe Wikipedia ved at udvide den. |